# Chris Ofili
Chris Ofili (ur. 10 października 1968 w Manchesterze) – brytyjski malarz współczesny, laureat nagrody Turnera, reprezentant Wielkiej Brytanii na 50. Biennale w Wenecji. Należał do grupy Young British Artists.

## Życie i twórczość
W latach 1987–1988 uczęszczał do Tameside College of Technology w Manchesterze. W 1988 przeniósł się do Chelsea School of Art, uczelni artystycznej w Londynie, którą ukończył w 1991 uzyskując bakalaureat. W tym samym roku rozpoczął kształcenie w Royal College of Art, gdzie studiował do 1993 otrzymując stopień magistra. W 1998 roku otrzymał nagrodę Turnera w londyńskim Tate Gallery (obecnie Tate Britain). W tym samym roku jego obrazy były częścią wystawy kolekcji Charlesa Saatchiego Sensation.
Twórczość Ofiliego charakteryzuje się „kropkowatą” techniką, stosowaniem dodatkowych materiałów, takich jak wycinki z gazet czy odchody słonia, a także kontrastowymi i nasyconymi kolorami. W swojej twórczości nawiązuje do hip-hopu i kultury miejskiej. Do jego prac należą m.in. obrazy: No Woman No Cry (portret matki zabitego nastolatka), Pimpin’ Ain’t Easy (płótno w kształcie prącia ozdobione głową klauna) czy African Mary (wizerunek Czarnej Madonny otoczonej pornograficznymi zdjęciami).
Odmienny rodzaj twórczości Ofili zaprezentował podczas Biennale w Wenecji; były to – powstałe w czasie jego podróży do Trynidadu w 2005 roku – akwarele przedstawiające naturę, krajobraz wysp itp.